# Miraculous Mule
Miraculous Mule ist eine 2011 in England gegründete Rockband, bestehend aus den Mitgliedern Ian Burns, Patrick McCarthy und dessen Bruder Michael J. Sheehy. Michael J. Sheehy ist unter anderem Gründungsmitglied der Bands Dream City Film Club, The Hired Mourners und Saint Silas Intercession.

## Geschichte
2011 veröffentlichte Miraculous Mule das gleichnamige Album Miraculous Mule bei dem Label Stag-o-Lee. Das zweite Album Deep Fried veröffentlichte die Band 2013 bei dem Label Bronze Rat. Es enthält zehn Lieder, unter anderem den Titel Satisfied, zu dem auch ein Musikvideo produziert wurde. Im Februar 2014 ging Miraculous Mule auf Europatournee und gab Konzerte in Frankreich, Belgien, den Niederlanden, Deutschland und der Schweiz. Das letzte Album Blues Uzi wurde von der Band im November 2014 erneut beim Label Bronze Rat veröffentlicht.

## Diskografie
Alben
- 2011: Miraculous Mule (Stag-o-Lee)
- 2013: Deep Fried (Bronze Rat)
- 2014: Blues Uzi (Bronze Rat)
- 2017: Two Tonne Testimony (Bronze Rat)
- 2022: Old Bones, New Fire (Lightning Archive)